# Massansgrundet
Massansgrundet är en ö i Finland. Den ligger i Norra Östersjön eller Skärgårdshavet och i kommunen Hangö i den ekonomiska regionen  Raseborg i landskapet Nyland, i den sydvästra delen av landet. Ön ligger omkring 120 kilometer väster om Helsingfors.
Öns area är 1,8 hektar och dess största längd är 270 meter i nord-sydlig riktning. Ön höjer sig omkring 5 meter över havsytan.